# Nicolas Boileau

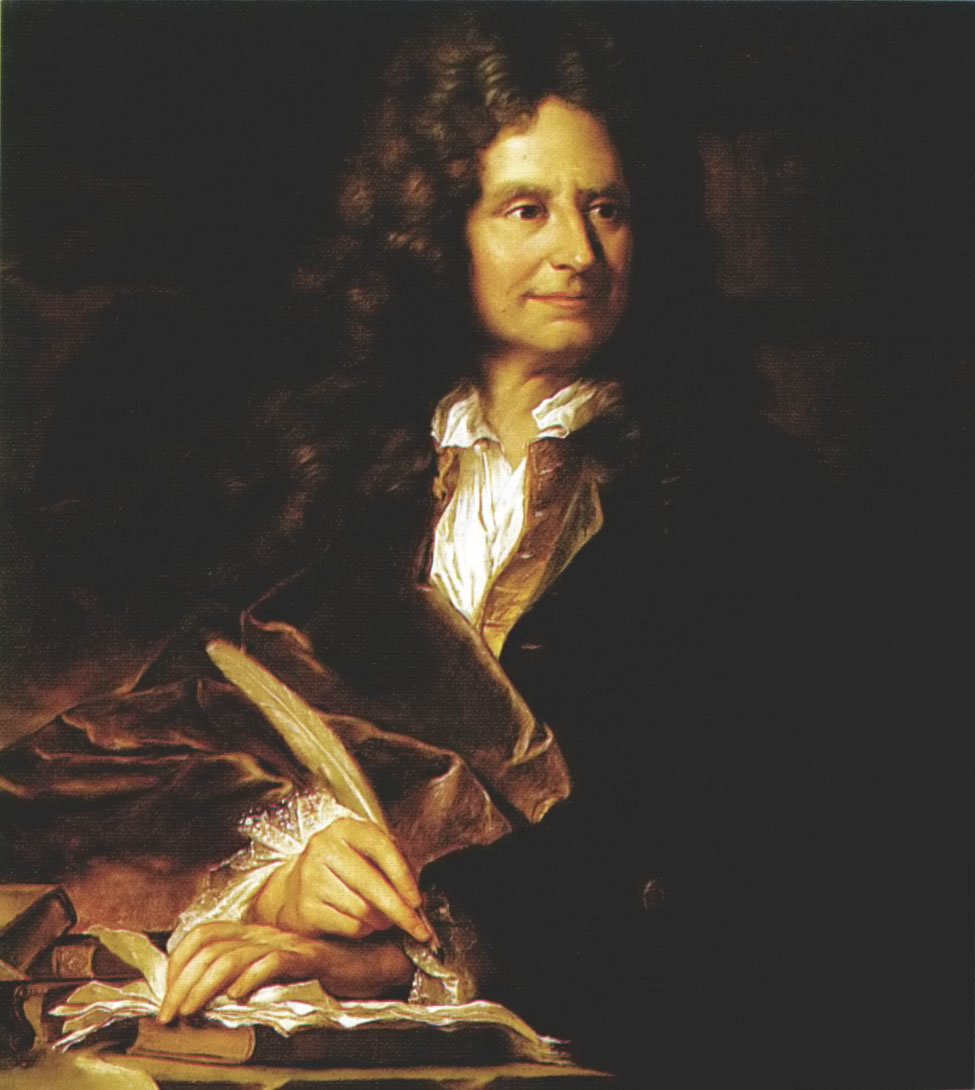
Nicolas Boileau

Nicolas Boileau alias Despréaux oder Boileau-Despréaux (* 1. November 1636 in Paris; † 13. März 1711 ebenda) war ein französischer Autor. Boileau wurde lange Zeit uneingeschränkt zu den großen französischen Klassikern gerechnet, was später von einer Literaturgeschichte, die nur schriftliche Zeugnisse gelten ließ, relativiert wurde. Zu seiner Zeit jedoch wurde seine Qualität als Vortragskünstler nicht grundsätzlich von seiner Eigenschaft als Literat unterschieden.

## Leben und Werk
Boileau, wie er im Deutschen in der Regel genannt wird, wurde als fünfzehntes Kind (aus der zweiten Ehe) seines Vaters, eines bürgerlichen Pariser Juristen, geboren, der jedoch stolz auf adelige Vorfahren verwies. Mit anderthalb Jahren verlor er seine Mutter. Er war ein kränklicher Junge, den eine ungeschickte Entfernung von Blasensteinen zudem impotent machte. So ließ er sich noch vor dem Ende seiner Schulzeit im Collège de Beauvais (das, wie auch das vorher von ihm besuchte Collège d’Harcourt, dem Jansenismus nahestand) die niederen Weihen erteilen. Nach kurzen Theologiestudien sattelte er jedoch 1652 auf Jura um und erhielt 1656 die Zulassung als Anwalt.
1657 starb sein Vater; Boileau erbte und musste nie mehr berufstätig sein. Da er schon seit längerem Verse verfasste, verlegte er sich nun ganz auf die Literatur und ließ sich von seinem älteren Bruder Gilles, der ebenfalls schrieb (und 1659, mit 28, in die Académie française aufgenommen wurde, aber schon mit 38 starb), in schöngeistige Zirkel einführen. Hier lernte er so gut wie alle Pariser Autoren der Zeit kennen, d. h. der Jahre, auf die man später den Beginn der französischen Klassik datieren wird. Er mischte sich ein in ihre Querelen und befreundete sich mit einigen angehenden Erfolgsautoren, den älteren Jean de La Fontaine und Molière sowie vor allem dem nur wenig jüngeren Jean Racine.
Er selbst debütierte 1661, unter dem ihn von Bruder Gilles unterscheidenden Namen Despréaux, mit einer so witzigen wie spöttischen Verssatire, der er in den nächsten sieben Jahren acht weitere folgen ließ. Gegenstand dieser Texte, die sich an antike (Horaz und Juvenal) und zeitgenössische Vorbilder (u. a. Bruder Gilles) anlehnten, war vor allem die Welt der Pariser Salons und der sie frequentierenden Schöngeister und Literaten, deren Manien und Eitelkeiten Boileau genüsslich aufspießte, literarische Gegner durchaus auch beim Namen nennend. Nur Satire VI (Les embarras de Paris, 1664), die drastisch und humorvoll die Misshelligkeiten des Alltags im lärmerfüllten, dreckigen und übervölkerten Paris der Zeit darstellt, hat ein realeres Sujet. Angesichts seiner Erfolge als Vortragskünstler, der auf Abendgesellschaften seine Texte effektvoll und ständig aktualisiert darzubieten verstand, unterließ Boileau es lange Zeit, sie drucken zu lassen. Als 1666 ein Raubdruck mit sechs Satiren erschien, stellte er sich geradezu empört und erklärte ihn für unauthentisch.
1668, nach Satire IX (der erst gegen 1700 noch drei weitere folgten), versuchte er, sein Image als Enfant terrible des Pariser Literaturbetriebs abzustreifen, und wechselte von der aggressiven Satire zu moralisierenden und philosophierenden Versepisteln (épîtres). Die erste verherrlichte Ludwig XIV., der gerade im sog. Devolutionskrieg gegen die spanische Krone die Franche-Comté besetzen und Teile Flanderns erobern lassen hatte. 1669 durfte er dem König die Epistel vortragen, erhielt die hübsche Pension von 2000 Livres jährlich zugewiesen und reihte sich in den Kreis der quasi staatstragenden Literaten ein, die sich um Minister Colbert scharten.
Seine kritische Beschäftigung mit vielen Autoren der Zeit und seine Abneigung gegen sprachliche Übertreibungen und Formverwilderung der Renaissance hatte ihn immer wieder zu grundsätzlicheren Überlegungen geführt, bei denen die Poetik des klassisch-lateinischen Dichters Horaz einen wichtigen Bezugspunkt für ihn bildete. Darüber hinaus hatte er im Nachlass seines 1669 verstorbenen Bruders Gilles eine von diesem begonnene Übertragung einer antiken Poetik, des sog. Pseudo-Longinus, gefunden, fertiggestellt und als Traité sur le sublime publiziert (1674). Aus diesen literartheoretischen Interessen ging 1669–1674 eine als Versepistel in vier „Gesängen“ verfasste Poetik hervor: L'Art poétique. Hierin definiert Boileau die Rolle und Aufgabe des Autors, fordert die Einhaltung allgemeiner Vorgaben wie „vraisemblance“ (Realitätsadäquatheit) oder „bienséance“ (moralische Akzeptierbarkeit) und kodifiziert die diversen lyrischen und dramatischen Genera sowie das Epos. Den Roman berücksichtigt er nicht, ihn hatte er schon 1668 in seinem Dialogue des héros de roman als unseriös abqualifiziert. Boileau hatte Glück mit seinem Art poétique: Dank des langandauernden Erfolgs der Autoren, gemäß deren Dichtungspraxis er seine Theorien formulierte (u. a. die befreundeten La Fontaine, Molière und vor allem Racine), wurde sein Werk auch selbst zu einem maßgeblichen, „klassischen“ Text. Späteren Generationen galt es als ein Inbegriff der Regelpoetik: Die Poetik soll darauf zielen, das von der Vernunft fassbare Schöne auszudrücken.
1674 ließ er unter dem Titel Œuvres diverses du sieur D*** eine Sammelausgabe drucken, die neben dem kürzlich vollendeten Art poétique die neun fertigen (nachträglich wohl etwas abgemilderten) Satiren und vier Episteln enthielt sowie die „Gesänge“ I-IV eines noch nicht abgeschlossenen „heroisch-komischen“ Epos, Le Lutrin (=das Notenpult), worin er in Gestalt einer burlesken Epenparodie die ihm wohlbekannte Welt der Pariser Stiftsherren karikiert. Im Ersten Gesang fordert er, dass der Reim sich dem Zwang der Vernunft beugen müsse; er sei ein Sklave und müsse gebändigt werden, sonst neige er zum Aufruhr. Im Dritten Gesang erneuert er die Forderung nach der Einhaltung der drei Einheiten (des Ortes, der Zeit und der Handlung) auf der Bühne, womit er die (angeblichen) Forderungen der aristotelischen Poetik als Norm des klassischen französischen Dramas etablierte. Scharf kritisiert er Lope de Vega, der seine Helden im ersten Akt als Kind, im letzten als Greis darstelle:

„Der Handlung sei ein fester Ort beschert.

Ein Reimer lässt sorglos jenseits der Pyrenäen

An einem Tag im Spiel viel Jahr vorübergehen[...]

Doch wir, die die Vernunft an Regeln bindet,

Wir wollen, dass mit Kunst die Handlung sich verbündet;

An einem Ort und Tag, von einer Tat das Bild
 
Sei das Theater bis zum Ende angefüllt.“

Hinfort verwaltete er, nicht mehr viel schreibend, geschickt seine Position als anerkannter Sachwalter des guten literarischen Geschmacks und verkehrte, den angeblichen Adel seiner Familie herauskehrend, in besten Pariser Kreisen sowie am Hof. 1676 wurde er zusammen mit Racine sogar zum Historiographe du Roi ernannt, d. h. zum offiziellen Chronisten der inzwischen zahlreichen Feldzüge König Ludwigs. Seine und Racines Aufzeichnungen gingen später allerdings bei einem Brand verloren.
1683 brachte Boileau eine um vier Episteln und die letzten zwei Gesänge des Lutrin vermehrte zweite Ausgabe seiner Werke heraus. Im selben Jahr wurde er in die Académie des inscriptions et belles-lettres aufgenommen. 1684 wurde er, mit etwas Nachhilfe von Ludwig (denn natürlich hatte er mit seinen Kritiken viele Literatenkollegen verärgert), in die Académie Française gewählt. Der Erwerb eines Landhauses bei Auteuil konsekrierte seine erfreuliche Situation.
Als 1687 Charles Perrault in der Académie seinen Vers-Traktat Le Siècle de Louis XIV vorlas, worin er die Überlegenheit seiner eigenen Epoche über die bis dahin in allem als vorbildhaft geltende klassische Antike postuliert, gehörte Boileau zu den Wortführern der Traditionalisten, die Perrault attackierten und damit den berühmten Literatenstreit der „Querelle des Anciens et des Modernes“ auslösten. Schon 1694 jedoch versöhnte er sich öffentlich mit Perrault, denn dessen Vorstellung von der Überlegenheit der Neuzeit begann sich durchzusetzen und Allgemeingut zu werden.
Zu einem kleineren Schlagabtausch unter seinen Gesinnungsgenossen und Gegnern führte 1692 seine frauenfeindliche Satire X (Contre les femmes, 1694), in der er, der mit Impotenz Geschlagene, wohl auch persönliche Ressentiments verarbeitet hatte.
Nachdem Boileau sich, ähnlich wie Racine, in den späten 80er und den 90er Jahren erst heimlich und dann offen dem rigoristisch-frommen Jansenismus seiner Jugend wieder angenähert hatte, zog er sich mehr und mehr in seine kleine Wohnung im Stift von Notre-Dame zurück, wo er schon seit vielen Jahren lebte. Die Veröffentlichung einer letzten Verssatire, in der er indirekt die Jesuiten, jene Intimfeinde der Jansenisten, angreift, wurde ihm 1705 vom König untersagt.
Schon seit längerem krank und verbittert, starb er einige Jahre vor seinem etwa gleichaltrigem Ex-Protektor und König Ludwig XIV. (1638–1715).